# Шуберт, Франц Людвиг
Франц Людвиг Шуберт (нем. Franz Ludwig Schubert, также Franz Louis Schubert; 1804, Дюрренберг — 27 марта 1868, Лейпциг) — немецкий музыковед
.
Автор различных трудов по истории музыки и музыкальных инструментов, в том числе «Катехизиса музыкальных инструментов» (нем. Katechismus der Musikinstrumente, 1867), книг «Инструментальная музыка в её теории и практике» (нем. Die Instrumentalmusik in ihrer Theorie und ihrer Praxis, 1865) и «Орган: его история, его строительство и уход за ним» (нем. Die Orgel: ihr Bau, ihre Geschichte und Behandlung, 1863), очерка истории танцевальной музыки (нем. Die Tanzmusik, 1867), учебников игры на трубе и кларнете; после смерти Шуберта его книги продолжали выходить в переработке Карла Кипке. Подготовил издание нескольких опер Гаспаре Спонтини и Альберта Лорцинга. Опубликовал ряд переложений (например, аранжировку Шестой симфонии Людвига ван Бетховена для двух фортепиано в восемь рук). Составил антологию классической немецкой народной песни «Concordia» (1860, множество переизданий).